# Pingdong, Guangdong
Pingdong (kinesiska: 平东) är en köping i sydöstra Kina. Den ligger i Haifeng härad i staden Shanwei i provinsen Guangdong, omkring 230 kilometer öster om provinshuvudstaden Guangzhou. Antalet invånare är 18 295. Befolkningen består av 8 902 kvinnor och 9 393 män. Barn under 15 år utgör 23,0 %, vuxna 15-64 år 67 %, och äldre över 65 år 9,0 %.